# Mighty Mighty
Mighty Mighty est un groupe de rock indépendant britannique, originaire de Birmingham, en Angleterre. Il est actif du milieu des années 1980 à 1988.

## Biographie
Mighty Mighty était composé de Hugh Harkin, alias Secret Goldfish II (chant, harmonica), Russell Burton (basse, chœurs), Michael Geoghegan (guitare), Peter Geoghegan (guitare, claviers) et H', alias David Hennessey (batterie). Les chansons sont résolument dans le style pop. Le groupe figurait sur la célèbre compilation C86, avec le titre Law.
Inspirés par des groupes du label Postcard Records comme Orange Juice, ils attirent l'intérêt en participant à la compilation C86 du NME, à la même période durant la sortie du single Everybody Knows the Monkey. À cette période, le groupe joue dans la scène émergente d'Oxford. Ils sortent ensuite un single 12", Is There Anyone Out There?, avant de signer au label Chapter 22 Records, pour publier d'autres singles et l'album Sharks en 1988. Le groupe se sépare la même année.
Plus tard, ils se reforment pour jouer au festival Indietracks en 2009. Ils participent au Popfest Berlin en 2010, puis le label local Firestation Records publie leur « deuxième album perdu », The Betamax Tapes, en formats vinyle et CD, 25 ans après son enregistrement, en 2012. En 2013, Cherry Red sort la double compilation Pop Can - the Definitive Collection 1986-88.

## Discographie

### Albums studio
- 1988 : Sharks, (Chapter 22)
- 2012 : The Betamax Tapes (Firestation Records)

### Singles
- 1987 : Built Like a Car (Chapter 22)